# Lisa Llorens
Lisa Christina Llorens (Canberra, 17 gennaio 1978) è un'ex atleta paralimpica australiana.
È specializzata nella velocità, nel salto in alto e nel salto in lungo e gareggiava nelle gare per atleti con autismo.

## Biografia
Llorens è conosciuta come "The Cheetah" (il ghepardo) perché ha una grande affinità con questo felino. Ha commentato "Mi sento come se avessi una connessione con i ghepardi, perché sono abbastanza timida, come un gatto, e corro molto veloce." È stato realizzato un documentario educativo su di lei intitolato "Lisa Llorens: un ghepardo in pista". Dal 1998 al 2002, ha studiato all'Australian Institute of Sport con una borsa di studio di atletica per disabili.

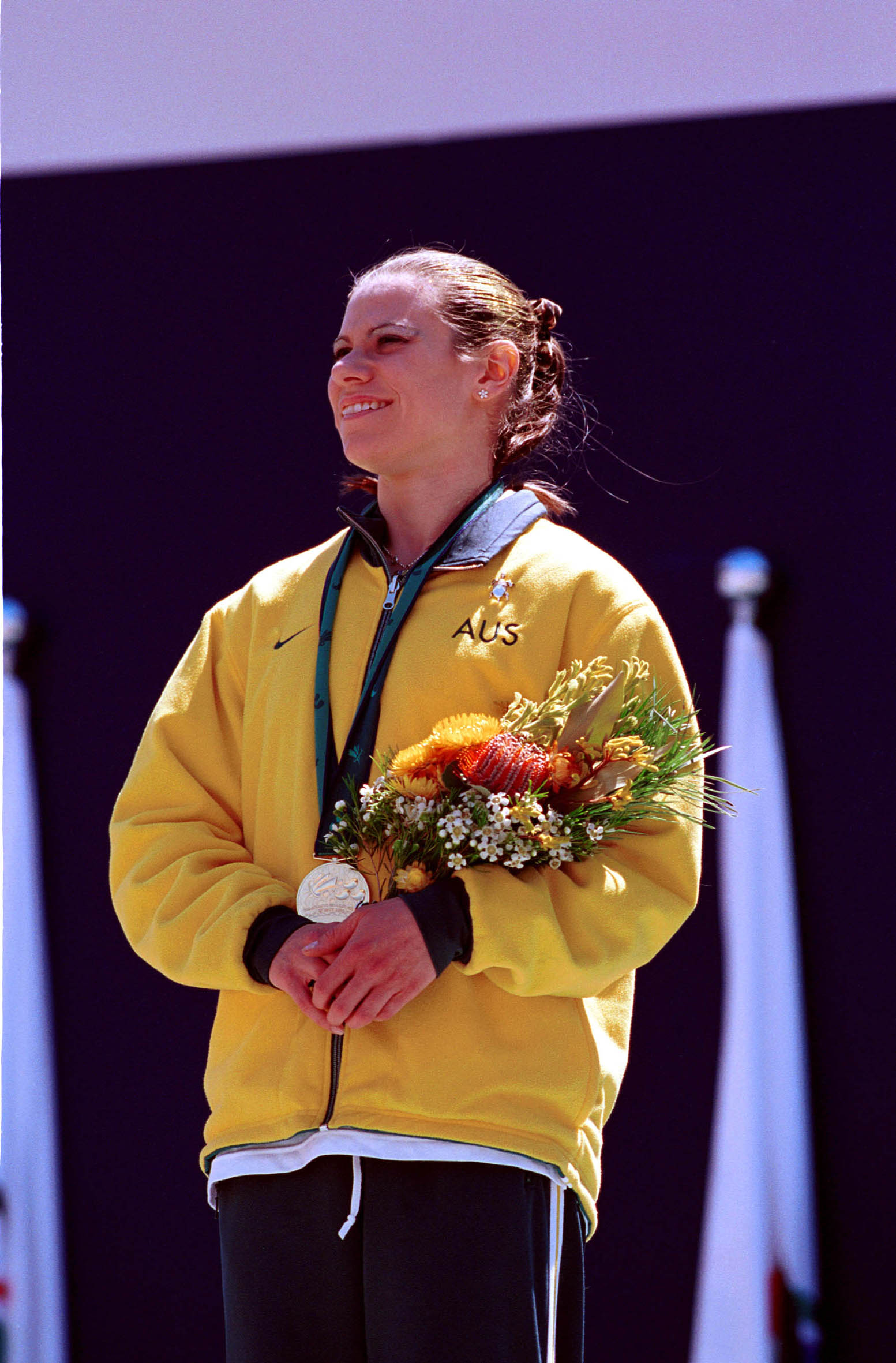
Llorens sul podio con la medaglia d'oro vinta nella gara dei 200 m T20 alle Paralimpiadi estive del 2000

Llorens ha gareggiato alle Paralimpiadi estive del 1996 ad Atlanta, vincendo un oro e un bronzo rispettivamente nel salto in lungo e nei 200 metri. Gli è stata conferita una medaglia dell'Ordine dell'Australia per la sua medaglia d'oro del 1996. Ha anche rappresentato l'Australia alle Paralimpiadi estive del 2000 a Sydney, dove ha vinto tre medaglie d'oro nello sprint dei 200 metri, nel salto in alto e nel salto in lungo e una medaglia d'argento nello sprint sui 100 metri. Ha battuto il record del mondo tre volte durante i suoi quattro salti in lungo.
Llorens ha anche partecipato ai campionati mondiali paralimpici nel 1994, vincendo l'argento sia nel salto in lungo che nei 200 metri, e nel 1998, vincendo l'oro nei 100 metri, nel salto in alto e nel salto in lungo. Ha preso parte alla Coppa del Mondo paralimpica di 1998, dove vinse l'oro nello sprint di 100 metri, nel salto in alto e nel salto in lungo. Nel 2004 a causa della decisione del Comitato Paralimpico Internazionale di eliminare gli eventi per atleti con disabilità intellettiva dalle sue competizioni ufficiali, Llorens si ritirò poiché riteneva che non le fosse rimasto più nulla da fare nello sport.
Il Comitato paralimpico australiano la descrive come "la più eccezionale atleta femminile australiana con disabilità intellettiva", insieme a Crystal-Lea Adams. Nel novembre 2015, è stata introdotta nella ACT Sport Hall of Fame. Nel 2016, Llorens è stata inserita nella Hall of Fame della Federazione internazionale dello sport per persone con disabilità intellettiva (INAS).

## Palmarès

### Giochi paralimpici
- 6 medaglie:
  - 4 ori (salto in lungo ad Atlanta 1996; 200 m, salto in alto, salto in lungo a Sydney 2000)
  - 1 argento (100 m a Sydney 2000)
  - 1 bronzo (200 m ad Atlanta 1996)

### Mondiali paralimpici
- 7 medaglie:
  - 4 ori (100 m, salto in lungo, salto in alto a Birmingham 1998; salto in lungo a Lilla 2002)
  - 3 argenti (200 m, salto in lungo a Birmingham 1998; 100 m a Lilla 2002)